# Evdilos
Evdilos(grekiska: Εύδηλος) är en hamnstad på den grekiska ön Ikaria i Nordegeiska öarna.